# David Levine (Karikaturist)
David Levine (* 1926 in Brooklyn, New York City; † 29. Dezember 2009 in New York City) war ein US-amerikanischer Grafiker und Karikaturist.

## Biografie
Levines Vater war Textilhändler, seine Mutter Krankenschwester. Beide waren politisch links orientiert, was seine späteren politischen Ideale stark prägte. Nach dem Schulbesuch studierte er Pädagogik sowie Malerei an der Kunsthochschule in Philadelphia und am Pratt Institute in Brooklyn.
Nach seinem zweijährigen Militärdienst wandte er sich zu Beginn der 1950er Jahre zunächst der Malerei zu. Er malte Bilder der Arbeiter in Brooklyn, aber auch der Badegäste auf Coney Island, die von der New Yorker Kritik positiv aufgenommen wurden. Sein Malstil, so ein Kritiker des New York Herald Tribune, sei geeignet, die Bildsprache des 19. Jahrhunderts wiederzubeleben, ohne jedoch anachronistisch oder imitierend zu wirken; er behaupte vielmehr seine persönliche Identität und Intensität. Seine Bilder wurden in Galerien und Museen mehrerer Bundesstaaten, darunter Ohio, Nebraska und Washington, D.C., ausgestellt, und gewannen mehrere Preise. Daneben entwarf er Postkarten für große Kaufhäuser und illustrierte Broschüren.
Eine humoristische Zeichnung von ihm erregte Ende der 1950er Jahre die Aufmerksamkeit des Herausgebers von Esquire, Clay Felker. Dieser beauftragte ihn, die Buch- und Film-Rubrik seiner Zeitschrift zu illustrieren. Dies war der Beginn seiner Tätigkeit als Karikaturist. Etwas später kam eine Mitarbeit bei der Zeitschrift Atlas hinzu.
Mit der Gründung von The New York Review of Books wurde er 1963 auch deren Mitarbeiter, ohne die Mitarbeit bei Esquire und Atlas aufzugeben. Durch seine typischen Karikaturen mit überdimensionalen Köpfen, die sein Markenzeichen waren, prägte er das Erscheinungsbild des Magazins. Neben der dortigen Mitarbeit war er auch als Karikaturist für das TIME Magazine, die New York Times, die Washington Post sowie für einige andere Publikationen aktiv und veröffentlichte während seiner fast fünfzigjährigen Tätigkeit über 3800 Zeichnungen.
Eine Reihe seiner Karikaturen fanden weltweit Beachtung, darunter die Nase von General de Gaulle, Stalin, der sich auf Hammer und Sichel stützt, Jassir Arafat und Ariel Scharon als David und Goliath, Richard Nixon, den er 66-mal karikierte, Lyndon Johnson als König Lear oder bei anderer Gelegenheit mit einem Bauch, der wie die Umrisse von Vietnam geformt war. Aber auch Künstler und Intellektuelle wurden von ihm karikiert, beispielsweise John Updike, Jean-Paul Sartre, Albert Einstein, Émile Zola, Robert Musil und Truman Capote. 1971 wurde David Levine in New York zum Mitglied (NA) der National Academy of Design gewählt. 1983 wurde er in die American Academy of Arts and Letters aufgenommen.
2007 musste er wegen eines Augenleidens das Zeichnen aufgeben. Am 30. Dezember 2009 starb er im Presbyterian Hospital in Manhattan an einem Prostatakarzinom und den damit verbundenen Folgeleiden.

## Werke
- Pens and Needles, Harvard Common Press, 1969
- No Known Survivors . David Levines Political Plank, introduced and selected by John Kenneth Galbraith, Harvard Common Press, 1970, ISBN 978-0-87645-030-7